# Dietrich VII. (Holland)
Dietrich VII. von Holland († 4. November 1203 in Dordrecht) war der älteste Sohn des Grafen Florens III. von Holland und Adelheid von Huntingdon (Ada von Schottland), einer Tochter des Prinzen Heinrich von Schottland.

## Leben
Nachdem sein Vater Florens III. 1190 auf dem Dritten Kreuzzug gestorben war, folgte ihm Dietrich als Graf von Holland.
Kaiser Heinrich VI. verlieh ihm das Recht auf den Schiffszoll von Geervliet an der Maas sowie – auf Kosten des Fürstbistums Utrecht – den Grote Waard, die Gegend um Dordrecht.
Er erlangte 1196 die Herrschaft über Utrecht, musste sie jedoch bereits im folgenden Jahr wieder an den mit Unterstützung Ottos IV. gewählten Bischof Dietrich II. von Ahr abgeben.
Nachdem dieser vom Dritten Kreuzzug zurückgekehrt war, geriet er in Konflikt mit seinem Bruder Wilhelm, der von Flandern und den Friesen unterstützt wurde. Dietrich konnte jedoch mit Hilfe seiner Gattin Adelheid 1195 Wilhelm und seine Verbündeten besiegen.
1202 verbündete er sich mit Otto I. von Geldern gegen Herzog Heinrich I. von Brabant, wurde jedoch bei Heusden gefangen genommen. Nach Zahlung eines Lösegeldes wurde er freigelassen, musste aber die Lehnshoheit Brabants über Süd-Holland und die des Bischofs von Utrecht über Nord-Holland akzeptieren.
Er verstarb kurz darauf im Jahre 1203 und hinterließ die Grafschaft Holland seiner Tochter Ada.

## Ehe und Nachkommen
Dietrich heiratete 1186 Adelheid von Kleve, Tochter von Dietrich II./IV., Graf von Kleve. Sie hatten zwei Töchter:
- Adelheid (* um 1186; † vor 1203), wurde 1198 mit Heinrich von Geldern einem Sohn Graf Ottos I. von Geldern verlobt.
- Ada (* um 1188; † nach 1218) ⚭ 1203 Ludwig II. Graf von Loon (* um 1165; † 1218)